# Seznam domačih obrti
Seznam domačih obrti:
- Apneničarstvo
- Coklarstvo
- Čevljarstvo
- Čipkarstvo
- Izdelovanje papirnatih rož
- Jermenarstvo
- Kolarstvo
- Kotlarstvo
- Kovaštvo
- Lončarstvo
- Medičarstvo
- Mizarstvo
- Mlinarstvo
- Modrotiskarstvo
- Nogovičarstvo
- Oglarstvo
- Oljarstvo
- Pekarstvo
- Piparstvo
- Pletarstvo
- Prestarstvo
- Rezbarstvo
- Sitarstvo
- Slamnikarstvo
- Sodarstvo
- Studenčarstvo
- Suhorobarstvo
- Suknjičarstvo
- Tesarstvo
- Tkalstvo
- Usnjarstvo
- Veziljstvo
- Vrvarstvo
- Zvončarstvo
- Žagarstvo